# Chaz Jankel

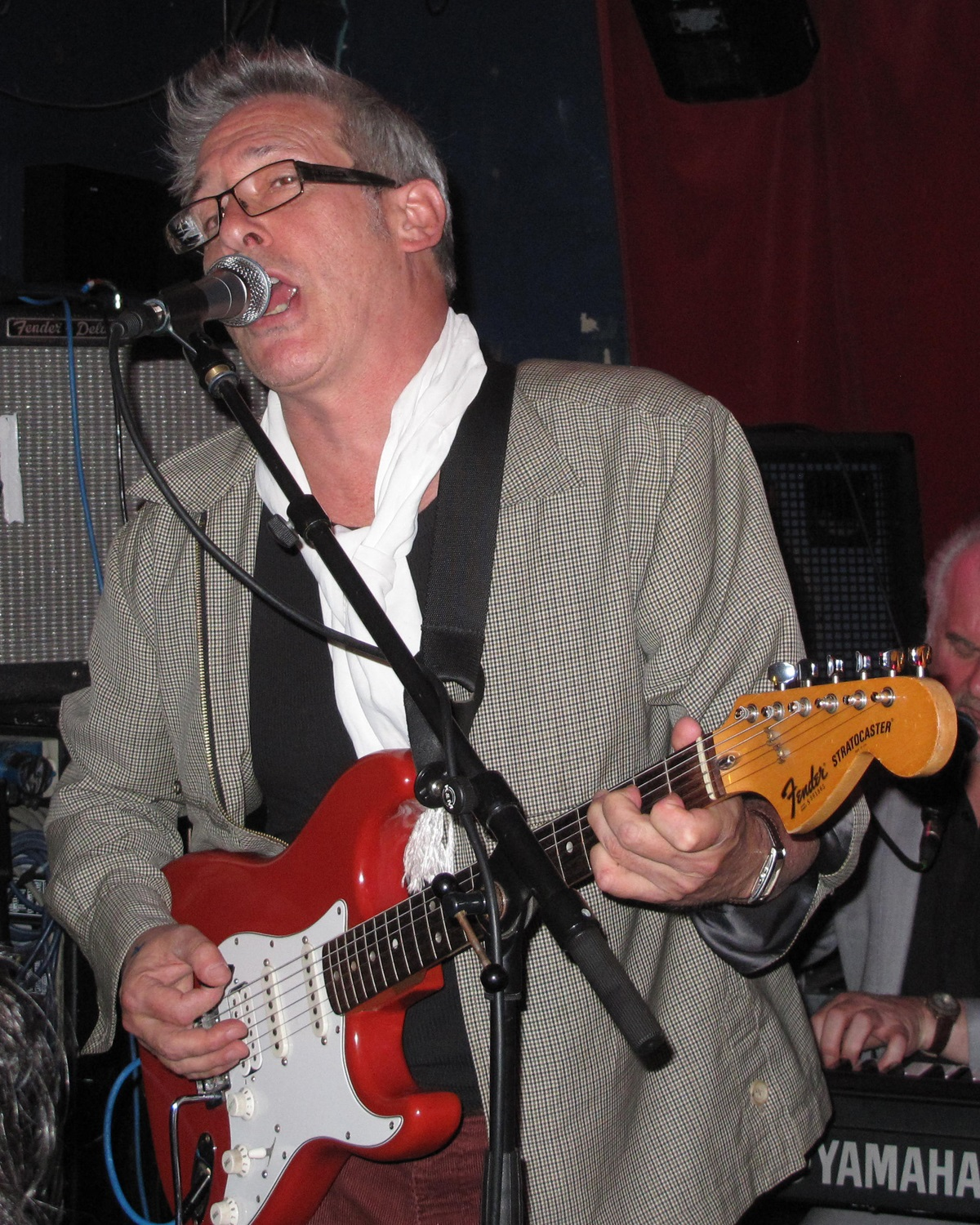
Chaz Jankel, 2011

Charles Jeremy „Chaz“ Jankel (auch Chas Jankel; * 16. April 1952 in Stanmore, London) ist ein englischer Musiker.

## Karriere
Jankel war seit den späten 1970er Jahren als Keyboarder, Gitarrist und Songschreiber bei Ian Dury and the Blockheads tätig, wo er unter anderem Sex and Drugs and Rock and Roll schrieb. Jankel wird der Funk-Einfluss in der Musik der Blockheads zugeschrieben. In den frühen 1980er Jahren startete Jankel seine Solokarriere, die 1982 einen Charthit mit der Single Ai no Corrida erbrachte. Ai no Corrida wurde in der Version von Quincy Jones 1981 zum Welthit. Auch die stark funkbetonte Single Glad To Know You, eine Auskopplung aus dem Album Chasanova, wurde für Jankel 1982 weltweit ein großer Erfolg.
Nach einer Solokarriere in Amerika in den 1990er Jahren kehrte Jankel zu den Blockheads zurück und arbeitete mit Dury auf dessen beiden letzten Alben Mr. Love Pants und Ten More Turnips From The Tip zusammen. Seit dem Tod Ian Durys im Jahr 2000 tritt Chaz Jankel mit seiner Band weiter unter dem Namen Blockheads auf.
Jankel arbeitete auch als Filmmusiker, so bei D.O.A. – Bei Ankunft Mord.

## Diskografie

### Alben (solo)
- 1980: Chas Jankel
- 1981: Chasanova (amerikanischer Titel: Questionnaire)
- 1983: Chazablanca
- 1984: Looking at You
- 2001: Out of the Blue
- 2003: Zoom
- 2005: Experience
- 2007: My Occupation - The Music of Chas Jankel

### Filmmusik
- 1987: Making Mr. Right – Ein Mann à la Carte
- 1988: D.O.A. – Bei Ankunft Mord
- 1988: Zebo, der Dritte aus der Sternenmitte
- 1989: Er? Will! Sie Nicht?
- 1990: Geschichten aus der Schattenwelt
- 1991: K2 – Das letzte Abenteuer